# 今田敬一
今田 敬一（こんだ けいいち、1896年11月8日 - 1981年5月5日）は、日本の画家、童話作家、美術史家、林学者。北海道大学名誉教授。北海道大学では森林気象学関連の研究の他、新島善直の森林美学を継承したと評されている。
画家としては「道展」に創立当時から関わり、1974年には北海道美術協会会長もつとめ、北海道美術界の発展に寄与した。

## 来歴
秋田市で第二子（上に姉があり、長男）として生まれる。父の今田佐吉は養蚕指導者で、父の仕事の都合により1900年から札幌に定住した。北海道師範学校付属小学校（現・北海道教育大学附属札幌小学校）に入学し、水彩画好きな教員の影響を受けて、4-5年生の頃には父に買ってもらった画材により絵を描き始めた。
旧制札幌中学校（現・北海道札幌南高等学校）に入学後は、中学校の図画教師であった林竹治郎に師事する。
1915年に卒業後、当時の東北帝国大学農科大学（現・北海道大学農学部）予科に進学。中学時代に大学構内を歩いて通学したこと、開拓により木が伐採されるのを知ったことから、農科大学の林学科に進むことを決めたという。
英語教員だった有島武郎が創立した美術クラブ「黒百合会」に、予科生時代から参加した。1918年に改組した北海道帝国大学農科大学林学科に進学する。北海道帝大では新島善直の教えを受け、1921年に卒業後はそのまま新島付の助手として大学に勤務し、1926年に助教授に昇格するとともに新島から引き継ぐ形で「森林美学」の講義を担当した。
1925年、北海道美術協会の「道展」創立会員となる。
1948年に北海道大学農学部教授に就任する。1950年、茂木幹や能勢真美らと「楽浪社」三人展を札幌で開催した。1960年、大学を定年退職し名誉教授となる。
北大を退職したあと、自然保護、文化財保護、観光といった各方面の審議委員を多数務めている。退職した1960年から北海道自然公園審議会委員を務め、1961年には、北海道観光審議会委員となり、利尻島・礼文島の国定公園指定（1974年に利尻礼文サロベツ国立公園となる）、自然公園制定に関与した。並行して道文化財専門委員を務めた。1961年には厚生大臣より「自然保護功労者」として表彰を受けた。
1962年、北海道文化賞を受賞した。1967年から札幌大谷短期大学非常勤講師となる。同年開館した北海道立美術館（1977年に北海道立近代美術館の開館に伴って閉館）については、その運営について意見を述べ、翌年発足した「美術館友の会」の会長にも就任した。
1970年の著書『北海道美術史』は、北海道の美術史についての基礎文献の一つであると評価されている。
1971年には北海道デザイナー専門学院学院長に就任した。1981年、自宅で倒れそのまま死去した。
油絵「ビール醸造所の開業」は、一時期北海道庁旧本庁舎内に展示されていた。同作は、1970年に北海道庁からの依頼により制作したものである。

## 著書
- 「森林美学の基本問題の歴史と批判」『北海道帝国大学演習林研究報告』第9巻第2号、1934年5月
- 日本放送協会札幌中央放送局編輯『北海道文化史考』日本放送出版協会、1942年
- 「北方林野の気温」『北方農業研究』伊藤誠哉（監修）西ケ原刊行会、1943年
- 『森林と土壌侵蝕』日本林業技術協会<林業解説シリーズ 40>、1951年
- 『網走道立公園知床半島學術調査報告』網走道立公園審議会、1954年
- 『造林地のミクロクリマ』日本林業技術協会 <林業解説シリーズ(101)>1957年
  - 林業解説シリーズ 第11巻、1958年
- 『凍害と霜害』（佐々木準長と共著）、北方林業会、1959年
- 『北海道樹木誌』（和田義雄と共編著）<ぷやら新書（26)>、1966年
  - 新装版は沖積舎、1981年
- 『北海道美術史 地域文化の積みあげ』（編著）北海道立美術館、1970年
- 『札幌の絵画』札幌市教育委員会（編） <さっぽろ文庫17>、1981年